# Alchemilla tytthantha
Alchemilla tytthantha är en rosväxtart som beskrevs av Sergei Vasilievich Juzepczuk. Alchemilla tytthantha ingår i släktet daggkåpor, och familjen rosväxter. Inga underarter finns listade i Catalogue of Life.